# Île de la Cité
Die Île de la Cité [il də la site] („Stadtinsel“) ist eine Binneninsel in der Seine und der älteste Teil der französischen Hauptstadt Paris. Sie vergrößerte sich im Laufe der Jahrhunderte von ursprünglich 8 auf 22 Hektar und ist durch neun Brücken mit den beiden Seineufern Rive Droite und Rive Gauche sowie mit ihrer Nachbarinsel Île Saint-Louis verbunden. Diese tragen, im Uhrzeigersinn und vom Westen ausgehend, folgende Namen: Pont Neuf, Pont au Change, Pont Notre-Dame, Pont d’Arcole, Pont Saint-Louis, Pont de l’Archevêché, Pont au Double, Petit Pont und Pont Saint-Michel. Der Boulevard du Palais teilt die Insel in zwei Teile, die verschiedenen Arrondissements angehören; der westliche Teil gehört zum 1., der östliche zum 4. Pariser Arrondissement.
Die Île de la Cité ist Standort der Kathedrale Notre-Dame de Paris, der ehemaligen Königsresidenz Palais de la Cité (heute Justizpalast) mit der früheren Palastkapelle Sainte-Chapelle und der Conciergerie sowie der Polizeipräfektur.

## Geschichte
Die Île de la Cité war schon in der Antike von Kelten und später (nach 52 v. Chr.) als Stadt des römischen Reiches in Gallien besiedelt. Als Chlodwig I. aus dem Geschlecht der Merowinger Paris im frühen 6. Jahrhundert zur Hauptstadt seines Reiches machte, bildete die Île de la Cité erneut den Mittelpunkt. Um 540/550 wurde unter der Herrschaft des fränkischen Königs Childebert I. die Kathedrale St. Etienne (Stefansdom), die der Vorgängerbau der Kathedrale Notre-Dame de Paris war, errichtet. An der Westspitze wurde 1314 der Großmeister des Templerordens Jacques de Molay hingerichtet. Das heute nur noch in wenigen Überresten vorhandene Palais de la Cité war vom 10. bis zum 14. Jahrhundert die Residenz der französischen Könige aus dem Haus der Kapetinger.

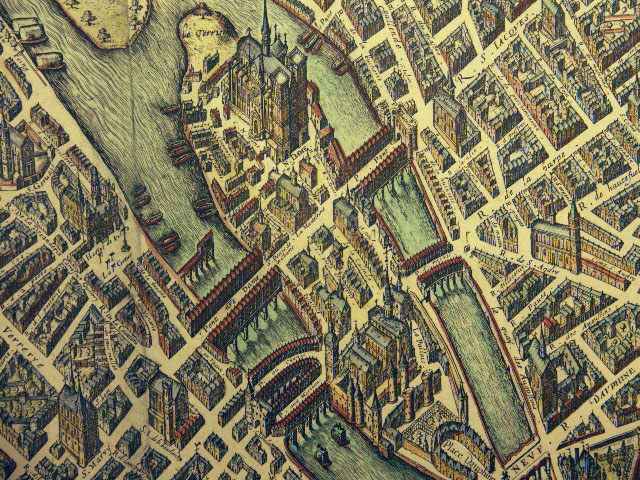
Plan der Île de la Cité von 1609

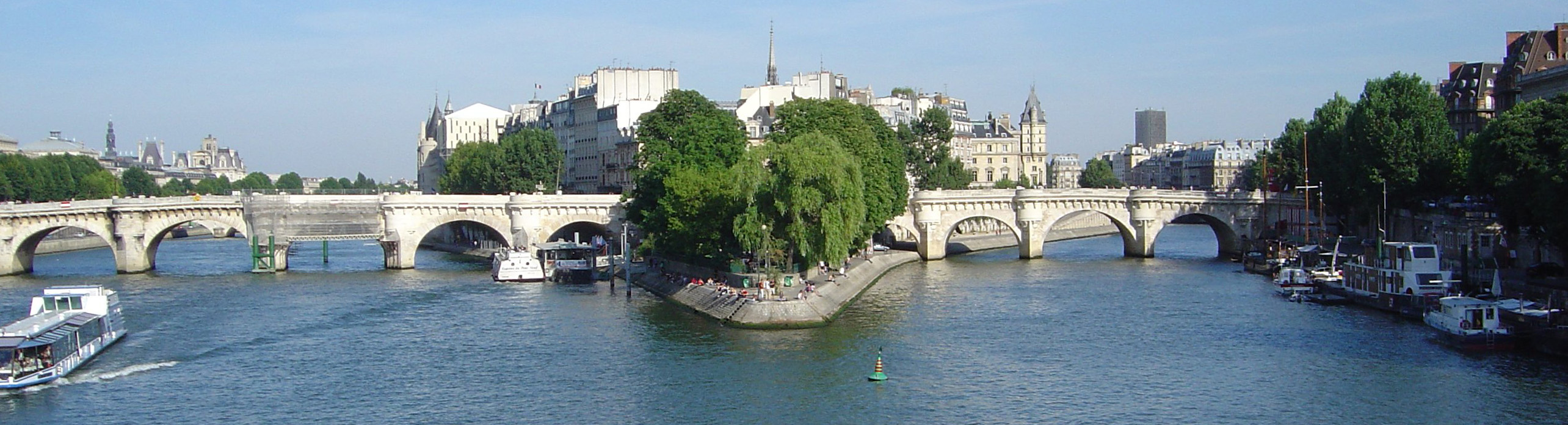
Westspitze der Île de la Cité und Pont Neuf heute

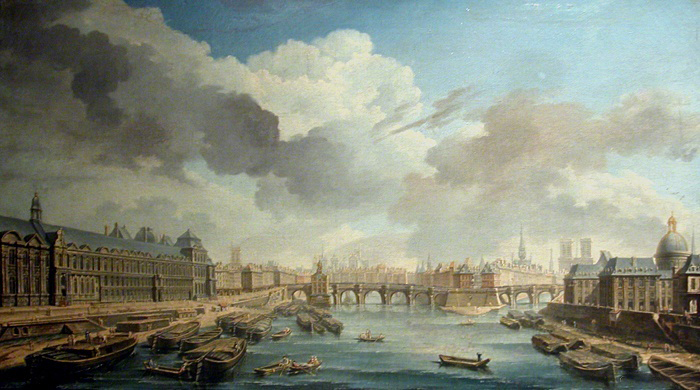
Westspitze der Île de la Cité und Pont Neuf im Jahr 1756, Ölgemälde von Nicolas Raguenet

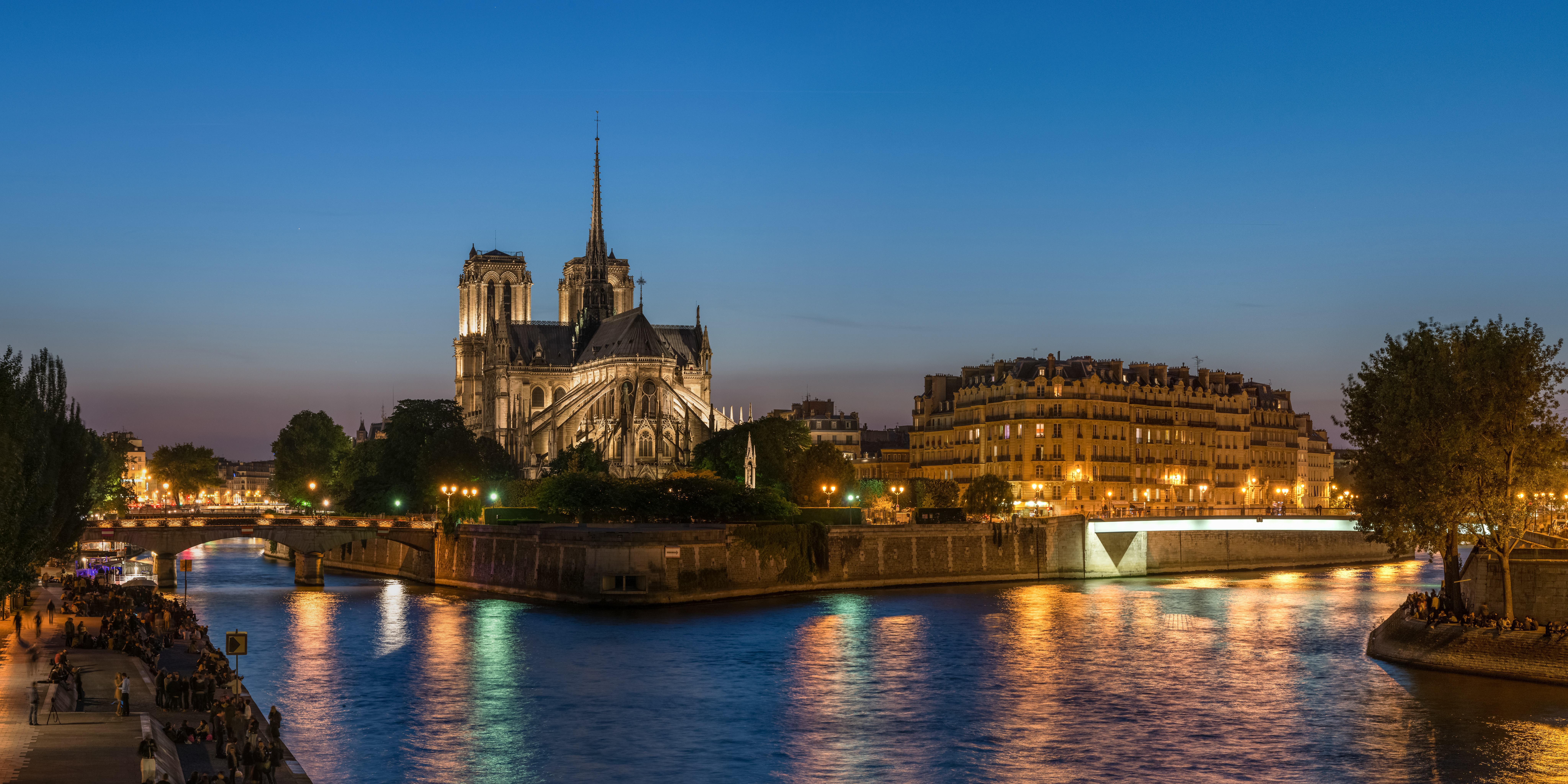
Nachtansicht der Ostspitze

Die Verbindung zu den Seine-Ufern stellt unter anderem die „Neue Brücke“ (Pont Neuf) her, die älteste in Paris erhaltene Brücke. Bei deren Bau (1578–1607) ließ Heinrich III. die drei sumpfigen Schwemminseln, die vor der Westspitze der Île de la Cité lagen, 1584 mit dieser verbinden. Auf der neu gewonnenen Fläche der Cité ließ er einen Platz anlegen (die heutige Place Dauphine) und Häuser errichten, aus deren Verkauf er das zum Bau der Brücke notwendige Geld beschaffte.

## Sehenswürdigkeiten
Sehenswert auf der Île de la Cité sind
- die Kathedrale Notre-Dame
- der Justizpalast
- die frühere Palastkapelle Sainte-Chapelle
- die Conciergerie
- einer der königlichen Plätze, der Place Dauphine
- die Gedenkstätte Mémorial des Martyrs de la Déportation auf der in den 1920er Jahren von Henri Lang gestalteten Ostspitze
- der Blumenmarkt (sonntags Vogelmarkt)

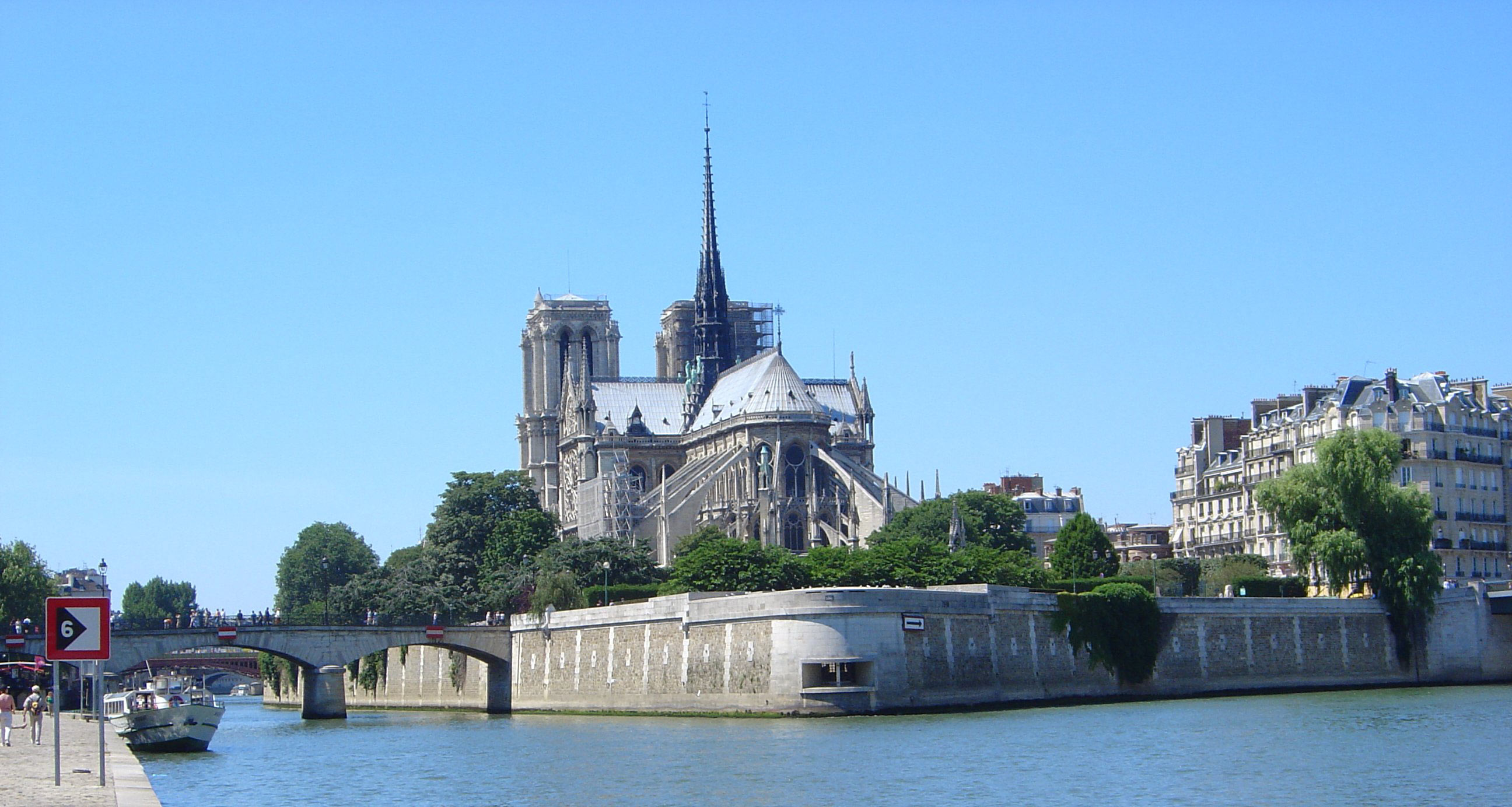
Ostspitze der Insel und Kathedrale  Notre Dame
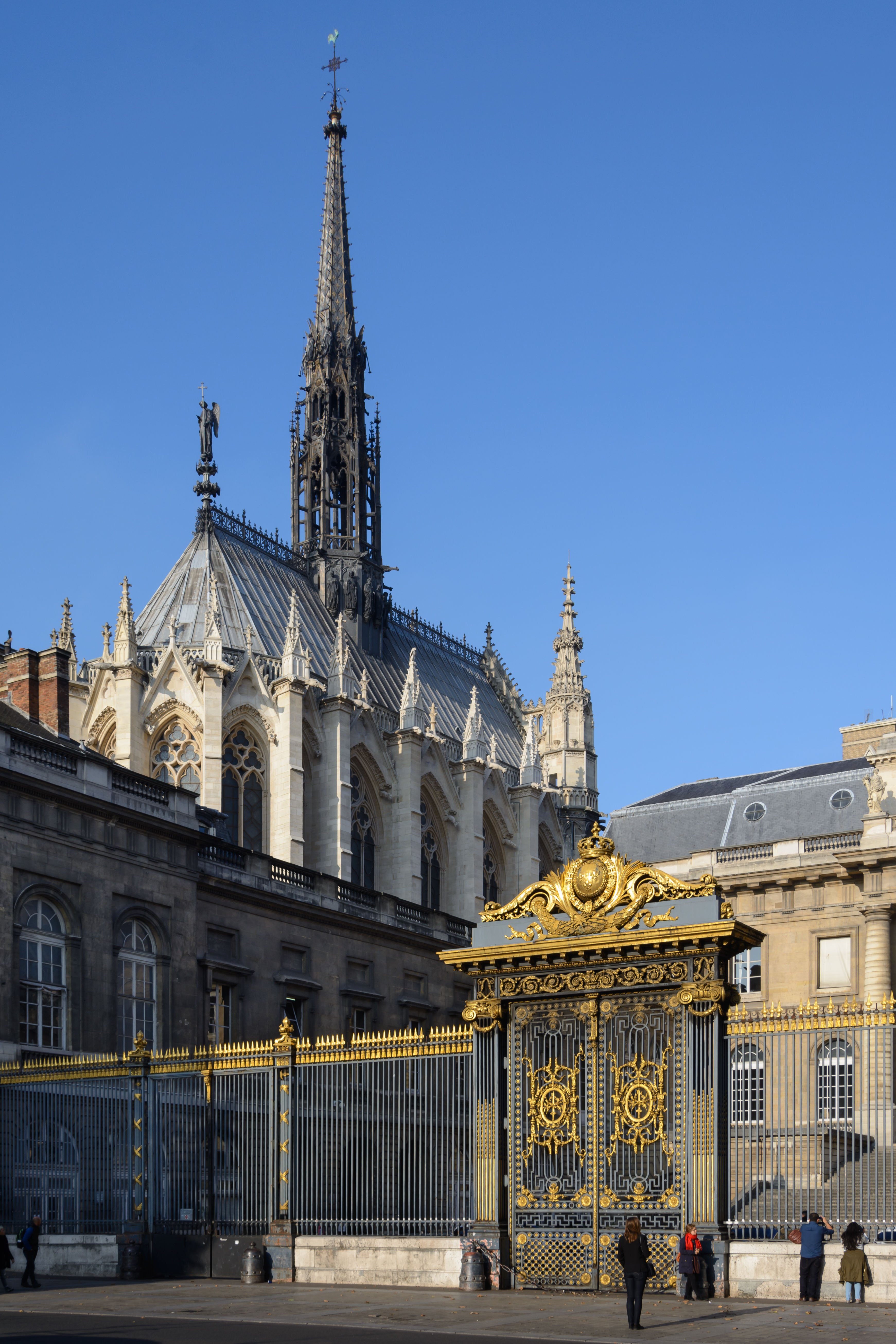
Sainte-Chapelle
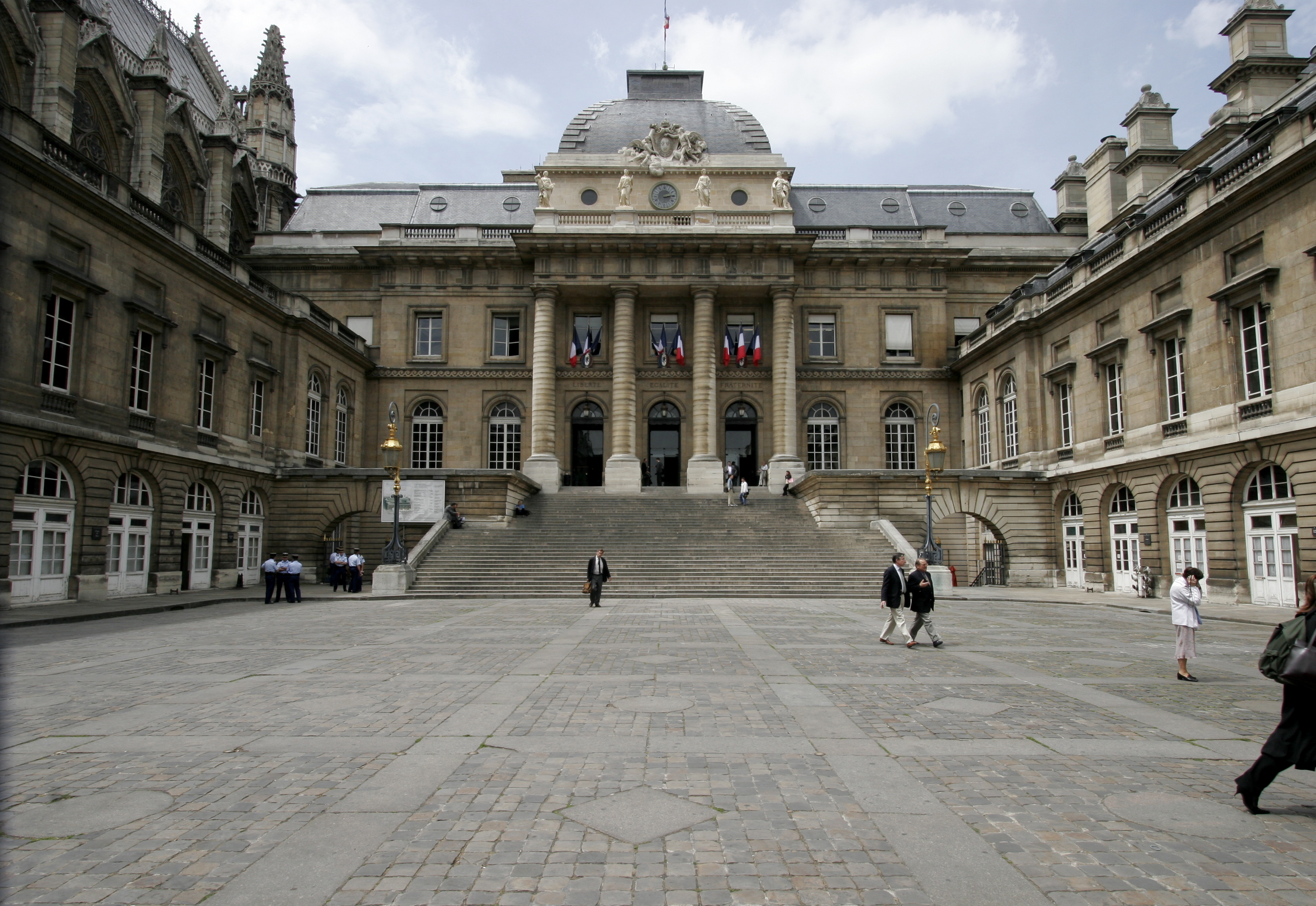
Justizpalast
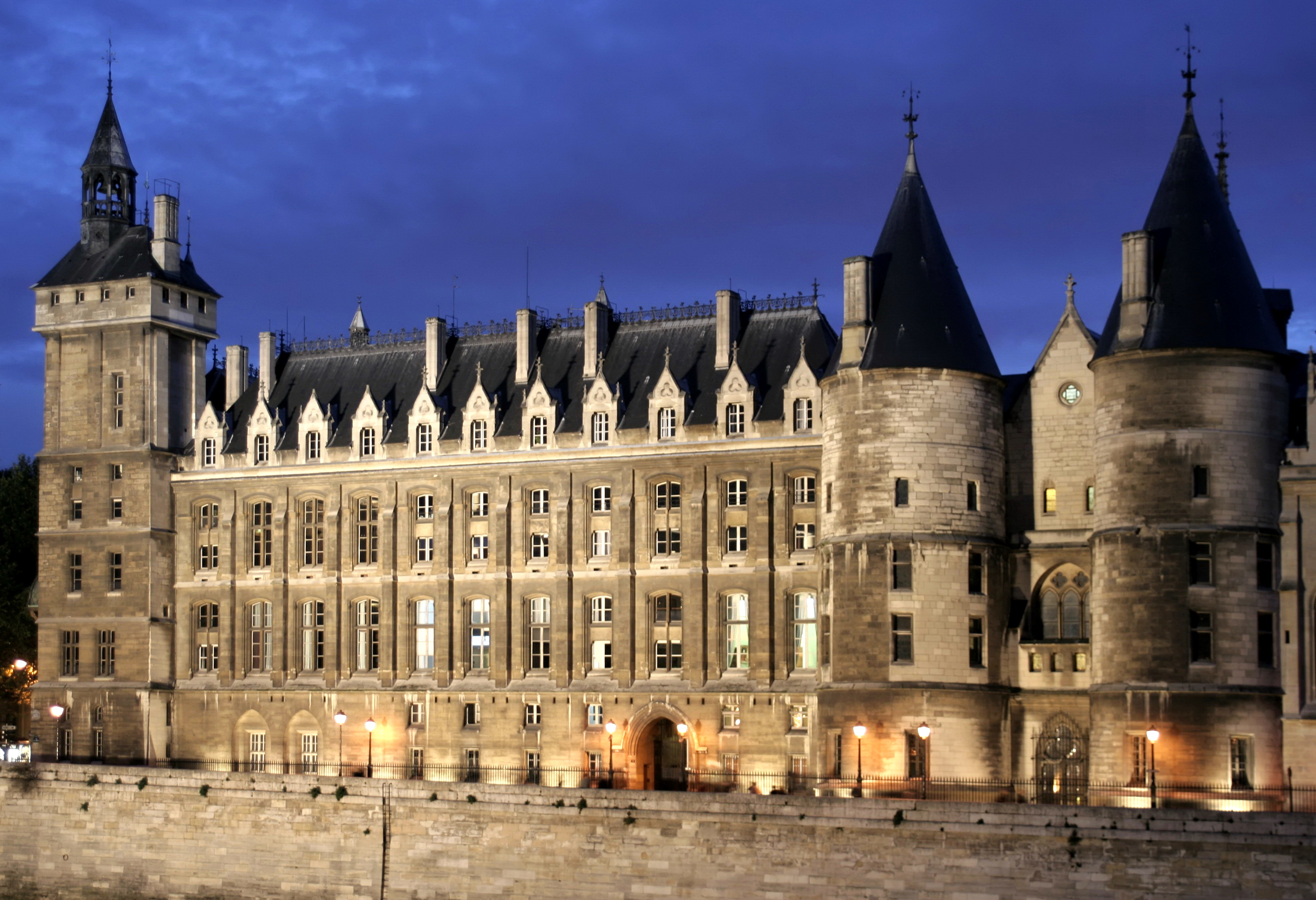
Conciergerie

## Künftige Planung
Im Rahmen des Projekts Mission Île de la Cité soll der Bereich bis 2040 unter Federführung des Architekten Dominique Perrault städtebaulich neu orientiert werden. Die kulturellen Attraktionen sollen stärker in den Blick gerückt werden; mit Geschäften und Wohnungen soll das Quartier wiederbelebt werden; zu archäologischen Überresten sollen Sichtverbindungen geschaffen werden.